# Jiří Srkal
Jiří Srkal (20. prosince 1928, Jaroměř - 15. února 2022) byl český silniční motocyklový závodník. Žil v Doubravici.

## Závodní kariéra
V místrovství Československa startoval v letech 1960-1961 a 1963-1969. Nejlépe skončil na 11. místě v letech 1966 (do 125 a do 350 cm³) a v roce 1967 (do 350 cm³). Aktivní kariéru ukončil po tragické smrti kamaráda Gustava Havla.

## Úspěchy
- Mistrovství Československa silničních motocyklů
  - 1960 do 125 cm³ – nebodoval
  - 1961 do 125 cm³ – nebodoval
  - 1961 do 175 cm³ - nebodoval
  - 1961 do 250 cm³ - nebodoval
  - 1963 do 350 cm³ – 20. místo
  - 1964 do 350 cm³ – 19. místo
  - 1965 do 350 cm³ – 15. místo
  - 1966 do 125 cm³ – 11. místo
  - 1966 do 350 cm³ – 11. místo
  - 1967 do 125 cm³ – 19. místo
  - 1967 do 350 cm³ – 11. místo
  - 1968 do 350 cm³ – 18. místo
  - 1969 do 350 cm³ – 26. místo